# Katogué
Katogué est une localité du département de Guéguéré, dans la province d’Ioba (région du Sud-Ouest) au Burkina Faso. En 2006, cette localité comptait 514 habitants dont 51.6% de femmes.